# Brot de coronavirus a la Conca d'Òdena el 2020
El brot de coronavirus a la Conca d'Òdena va ser un brot del coronavirus SARS-CoV-2 iniciat el març de 2020 a la Conca d'Òdena, Anoia, en el context de la pandèmia per coronavirus del 2020 a Catalunya.
El gran d'augment de nombre d'afectats amb COVID-19 a l'hospital d'Igualada el 12 de març del 2020 va portar a aquella mateixa mitjanit al Govern de la Generalitat de Catalunya a confinar els municipis d'Igualada, Vilanova del Camí, Òdena i Santa Margarida de Montbui.
El dia 20 de març es van determinar 2 focus del brot, una família de 5 persones i un concorregut dinar el dia 28 de febrer, però encara llavors no s'havia determinat l'origen i la relació entre ells.
El 24 de març el nombre de víctimes mortals era proporcionalment 10 vegades superior a la resta de Catalunya. En destaca que un gran nombre de casos afectats han estat personal sanitari (fins a 140 el dia 26 de març).
L'endemà el Govern de la Generalitat va proposar allargar 15 dies més el confinament al ministeri de Sanitat espanyol i passar-lo de fase I a fase II, fent-lo més restrictiu, prohibint per exemple les activitats laborals no estrictament essencials. El ministre Salvador Illa, que en tenia la decisió final després de l'estat d'alarma decretat pel govern espanyol en vigor des del 14 de març, només avalà continuar a la fase I.
El 4 d'abril, arran de dades divulgades pel Departament de Salut que indicaven que no hi havia hagut cap víctima mortal de COVID-19 el dia anterior, el batlle d'Igualada, Marc Castells, desmenteix les xifres del govern anunciant que havien mort 11 persones a la zona aquell divendres.
El mateix dia 4 d'abril, el govern de la Generalitat per recomanació del comitè tècnic de protecció civil (Procicat) aixeca el confinament específic a la Conca d'Òdena, essent en aquesta àrea a partir de llavors el mateix que a la resta de Catalunya. A partir d'aquell moment es deixen de facilitar dades específiques de la zona des dels comunicats del Departament de Salut. L'aixecament del confinament perimetral queda publicat en el BOE el 6 d'abril.
| data       | casos | morts | recuperacions |
| ---------- | ----- | ----- | ------------- |
| 2020-04-03 | 644   | 107   | 226           |
| 2020-04-02 | 628   | 107   | 215           |
| 2020-04-01 | 608   | 98    | 211           |
| 2020-03-31 | 589   | 75    | 197           |
| 2020-03-30 | 586   | 67    | 181           |
| 2020-03-29 | 560   | 62    | 173           |
| 2020-03-28 | 533   | 61    | 167           |
| 2020-03-27 | 508   | 57    | 162           |
| 2020-03-26 | 395   | 50    | 137           |
| 2020-03-25 | 332   | 43    | 107           |
| 2020-03-24 | 306   | 41    |               |
| 2020-03-23 | 292   | 36    |               |
| 2020-03-22 | 228   | 32    |               |
| 2020-03-21 | 220   | 28    |               |
| 2020-03-20 | 209   | 24    |               |
| 2020-03-19 | 207   | 24    |               |
| 2020-03-18 | 207   | 15    |               |
| 2020-03-17 | 88    | 14    |               |
| 2020-03-16 | 85    | 12    |               |
| 2020-03-15 | 70    | 7     |               |
| 2020-03-12 | 49    | 3     |               |
| 2020-03-11 | 20    | 1     |               |
| 2020-03-09 | 5     | 0     |               |

Font: Departament de Salut de la Generalitat de Catalunya
El juliol de 2021, el Servei d'Ocupació de Catalunya va impulsar un pla valorat en gairebé un milió d'euros per fomentar l'ocupació i la millora del teixit productiu dels municipis afectats pel tancament.